# Zánka
Zánka is een plaats (község) en gemeente in het Hongaarse comitaat Veszprém. Zánka telt 908 inwoners (2001).